# Håkøya
Håkøya est une île du comté de Troms, sur la côte de la mer de Norvège. L'île fait partie la commune de Tromsø.

## Description
L'île de 3,69 km2 est située dans le détroit de Sandnessundet entre les îles Kvaløya et Tromsøya.
Les altitudes les plus élevées de l'île sont boisées, tandis que les maisons résidentielles, les chalets et les fermes sont principalement situés sur les zones côtières. L'île est reliée à Kvaløya par le pont de Håkøybrua, long de 330 mètres. Le pont d'origine était en bois, mais la partie supérieure a été remplacée par de l'acier et du béton en 2004.

## Histoire
Le grand cuirassé allemand Tirpitz était situé à Håkøya du 15 octobre 1944 au 12 novembre 1944, date à laquelle il a été coulé par des bombardiers britanniques lors de l'Opération Catechism. Un mémorial aux quelque 1.200 personnes qui sont mortes sur le Tirpitz se dresse maintenant sur Håkøya.

## Galerie

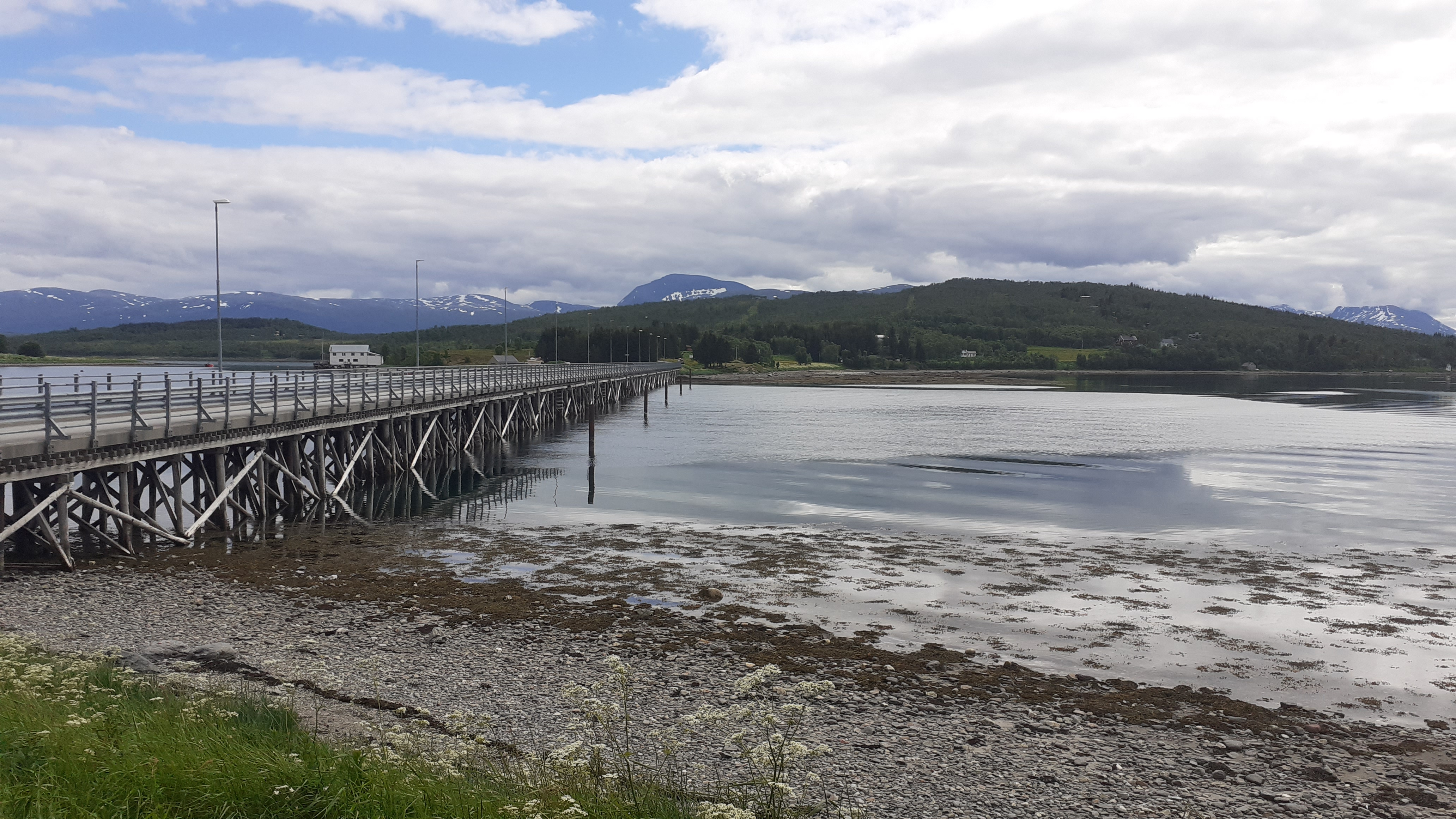
Håkøybrua, pont de Håkøya
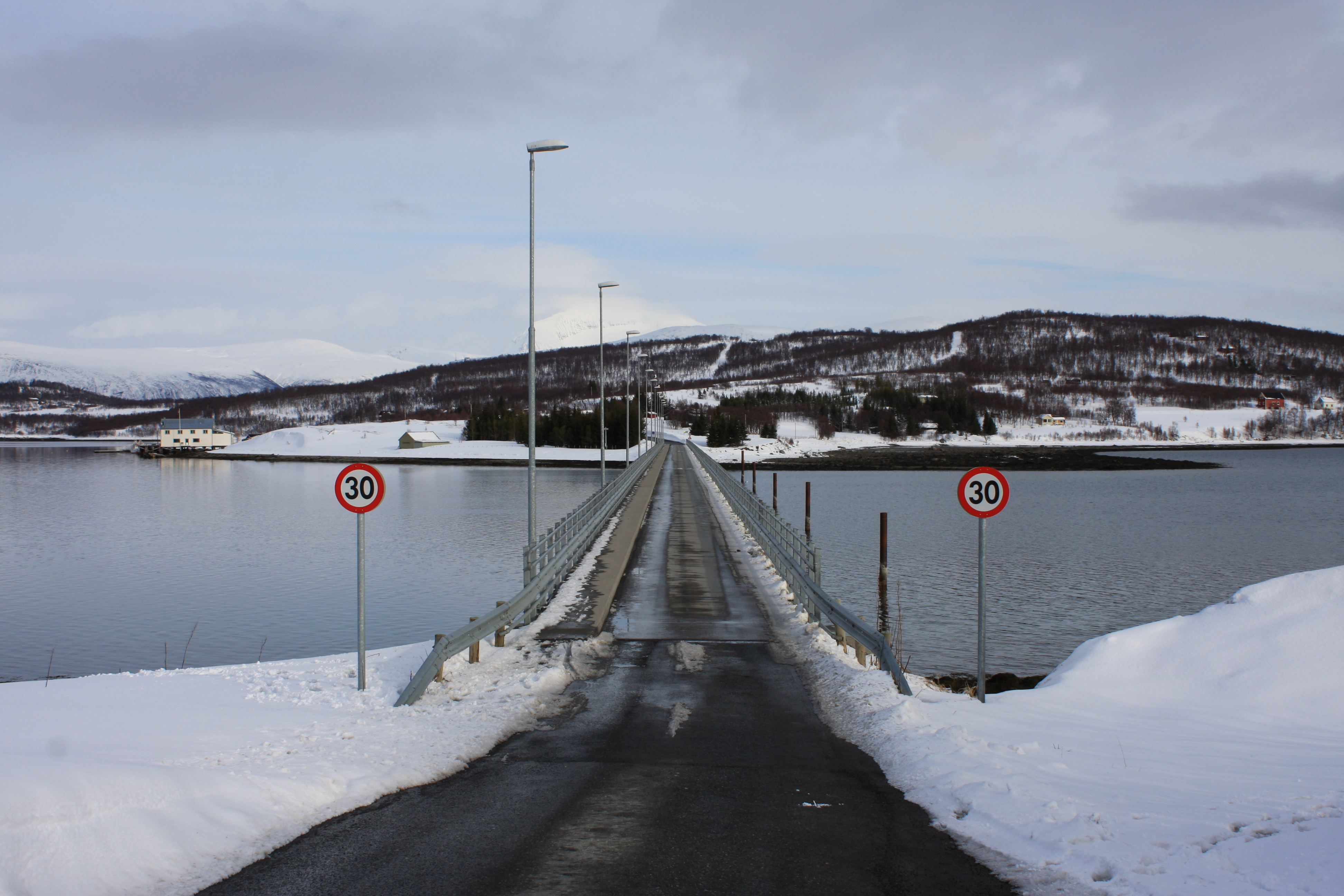
Pont de Håkøya en hiver
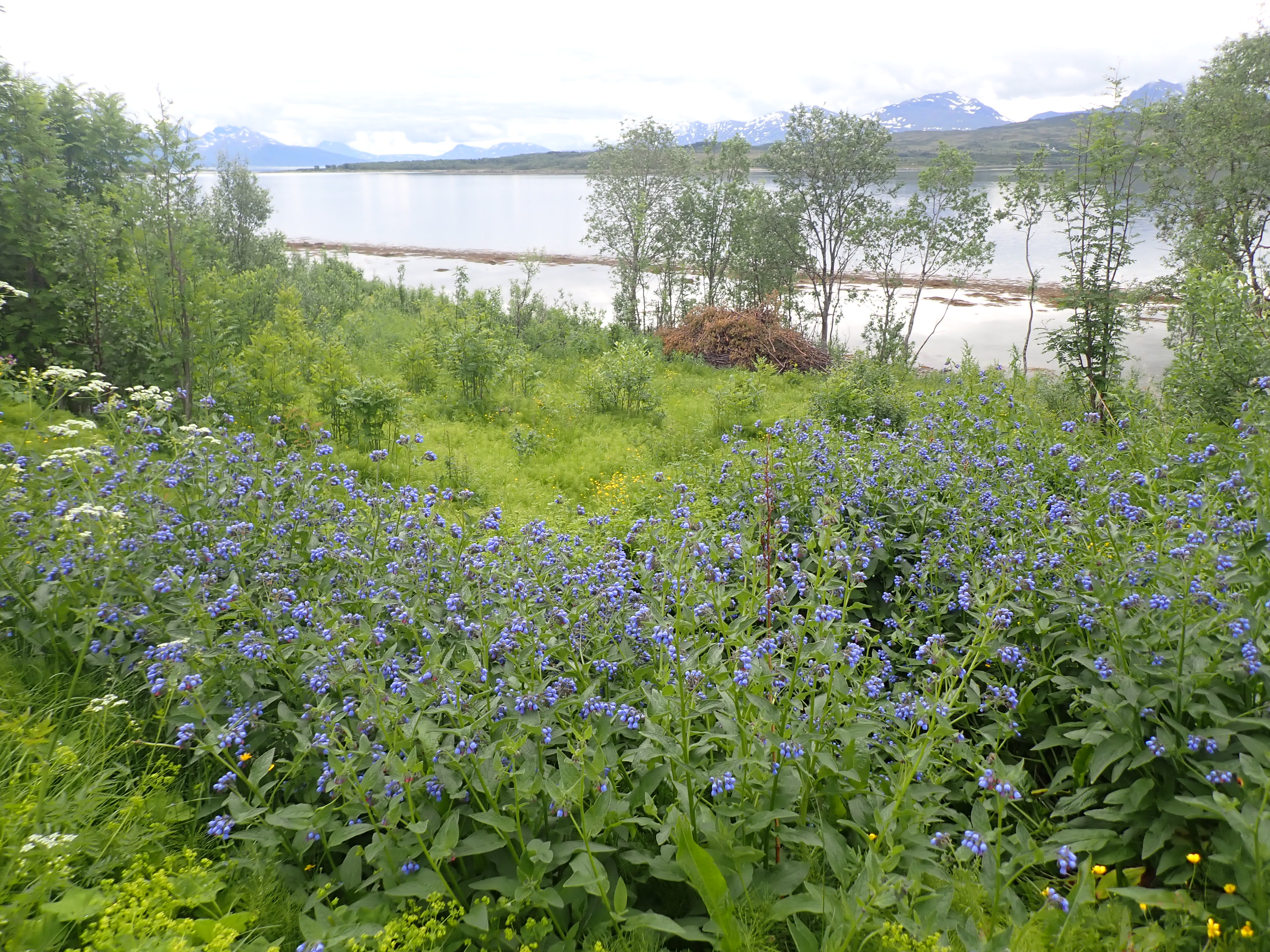
Végétation en juin, avec de touffes de consoudes officinales.
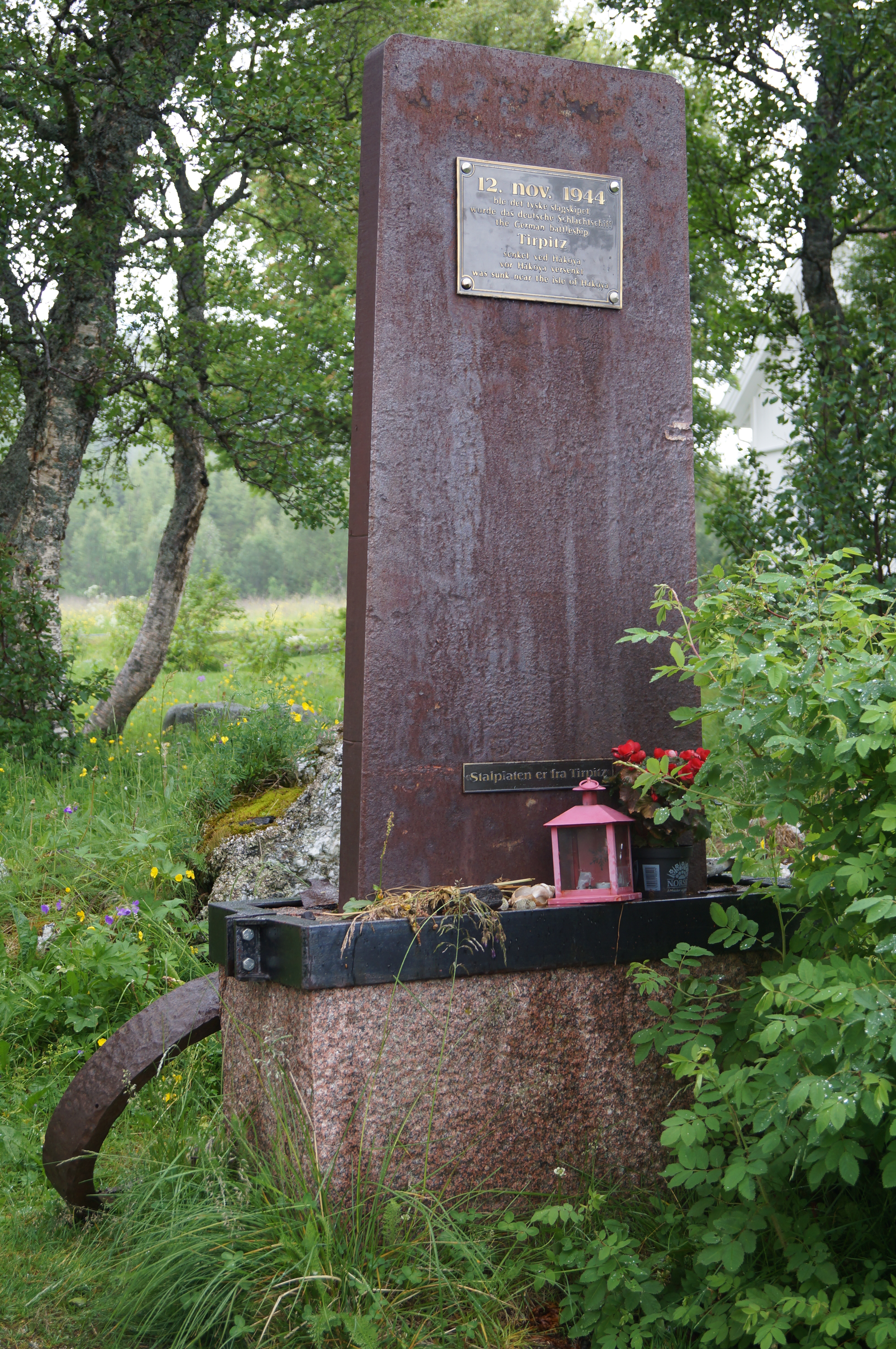
Mémorial du Tirpitz